# Premio Nacional de Demografía
El Premio Nacional de Demografía es un premio que se otorga como reconocimiento público a profesionales destacados o instituciones ejemplares en esta disciplina, por los ensayos e investigaciones que contribuyan al conocimiento y a la solución de los problemas demográficos de México. Se crea este premio por decreto publicado en 1986.

## Galardonados
- 1987, Raúl Caballero Escamilla.[2]
- 1988, Gustavo Cabrera Acevedo[3]
- 1989, Raúl Benítez Zenteno.[4]
- 1990
- 1991, Francisco Alba Hernández.[5][6]
- 1992
- 1993
- 1994, Jorge Agustín Bustamante Fernández.[7]
- 1995
- 1996
- 1997
- 1998, Manuel Ordorica Mellado.[8]
- 1999
- 2000, José Gómez de León y Cruces (póstumo).[9]
- 2001
- 2002
- 2003, Rodolfo Corona Vázquez.[10][11]
- 2004, Rodolfo Tuirán Gutiérrez.[12]
- 2005
- 2006
- 2007, Susana Lerner Sigal.[13]
- 2008
- 2009, Roberto Ham Chande.[14]
- 2010
- 2011, Centro de Estudios Demográficos, Urbanos y Ambientales (CEDUA) de El Colegio de México.
- 2012,
- 2013,
- 2014, Departamento de Estudios de Población de El Colegio de la Frontera Norte.[15]